# Maurice britannique
1810–1968
Entités précédentes :
- Île de France

Entités suivantes :
- Colonie des Seychelles
- Territoire britannique de l'océan Indien
- Maurice (royaume du Commonwealth)

Maurice était une colonie de la Couronne britannique située au large de la côte sud-est de l'Afrique. Anciennement partie de l'empire colonial français, la domination britannique à Maurice a été établie de facto avec l'invasion de l'île de France en novembre 1810, et de jure par le traité de Paris qui s'est ensuivi. Elle a pris fin le 12 mars 1968, lorsque Maurice est devenue indépendante.

## Histoire
L'île de France, qui comprenait Maurice et quelques autres îles, était sous domination française depuis 1715. Cependant, pendant les guerres napoléoniennes, malgré la victoire navale française à la bataille de Grand Port du 20 au 27 août 1810, Maurice fut capturée le 3 décembre 1810 par les Britanniques menés par le commodore Josias Rowley. La possession britannique de l'île a été confirmée quatre ans plus tard par le traité de Paris en 1814. Néanmoins, les institutions françaises, y compris le Code civil de droit napoléonien, ont été maintenues, et la langue française est restée plus largement utilisée que l'anglais.
L'administration britannique, avec Robert Townsend Farquhar comme premier gouverneur, a provoqué des changements sociaux et économiques rapides. L'une des plus importantes fut l'abolition de l'esclavage le 1er février 1835. Environ 3 000 planteurs franco-mauriciens ont reçu leur part de l'indemnisation du gouvernement britannique de 20 millions de livres sterling pour la libération d'environ 20 000 esclaves, qui avaient été importés d'Afrique et de Madagascar pendant la colonisation française,.
Le peuple créole mauricien trouve ses origines dans les propriétaires de plantations et les esclaves qui travaillaient dans les champs de canne à sucre. Les Indo-Mauriciens sont les descendants d'immigrants indiens arrivés au XIXe siècle via l'Aapravasi Ghat afin de travailler comme travailleurs sous contrat après l'abolition de l'esclavage. La communauté indo-mauricienne comprend des musulmans (environ 17% de la population) du sous-continent indien. En 1885, une nouvelle constitution a été introduite. L'élite franco-mauricienne contrôlait la quasi-totalité des grands domaines sucriers et était active dans le domaine des affaires et de la banque. Au fur et à mesure que la population indienne devenait numériquement dominante et que le droit de vote s'étendait, le pouvoir politique passait des Franco-Mauriciens et de leurs alliés créoles aux Indo-Mauriciens.
Après la Première Guerre mondiale, un mouvement rétrocessioniste apparaît : de nombreux Franco-mauriciens demandent le retour de la colonie à la France, laquelle devient selon les mots de l'époque l'« Alsace-Lorraine de l'Océan indien ». Le mouvement s'essouffle après la défaite des rétrocessionistes aux élections législatives mauriciennes de 1921.
Des conflits ont éclaté entre la communauté indienne (principalement des ouvriers de la canne à sucre) et les Franco-Mauriciens dans les années 1920, entraînant plusieurs décès (principalement des Indiens). À la suite de cela, le Parti travailliste mauricien a été fondé en 1936 par Maurice Curé pour sauvegarder les intérêts des travailleurs. Curé est remplacé un an plus tard par Emmanuel Anquetil, qui tente d'obtenir le soutien des ouvriers du port et est ainsi exilé sur l'île de Rodrigues en 1938. Après sa mort, Guy Rozemont prend la tête du parti. À la suite des émeutes d'Uba de 1937, le gouvernement britannique local a institué d'importantes réformes qui ont interdit les syndicats, amélioré les canaux d'arbitrage entre ouvriers et employeurs et amélioré les conditions de travail,. Cependant, des émeutes encore plus meurtrières ont éclaté à nouveau en 1943, connues sous le nom de Massacre de Belle Vue Harel.
Dans la période précédant la déclaration officielle d'indépendance et la passation du pouvoir à un gouvernement indépendant, l'île a été secouée par une série d'émeutes ethniques importantes, telles que les émeutes raciales mauriciennes de 1965.